# Echidgnathia vitrifascia
Echidgnathia vitrifascia är en fjärilsart som beskrevs av George Francis Hampson 1916. Echidgnathia vitrifascia ingår i släktet Echidgnathia och familjen glasvingar. Inga underarter finns listade i Catalogue of Life.